# 小花石缝蝇子草
小花石缝蝇子草（学名：Silene foliosa var. mongolica）为石竹科蝇子草属下的一个变种。

## 扩展阅读
- 維基物種上的相關：小花石缝蝇子草